# 马克思主义
馬克思主義（德語：Marxismus）是一種以歷史唯物主義、辯證法和對資本主義的批判所發展而出的經濟、政治和社會世界觀。在19世紀中後期，卡爾·馬克思和弗里德里希·恩格斯建構出了馬克思主義的理論架構。以馬克思主義作為根基或方法論的寫作對現代的政治哲學和社會運動產生重大而廣泛的影響，包含了其独特的哲學、社會學、政治經濟學以及革命意識形態。對於馬克思主義的理論並沒有一套統一的定義，也因此它在眾多的領域和題材上出現多元的發展，導致其門下包含眾多明顯對立甚至互相衝突的理論。而要驗證事物對世界是否利大於弊，便需要實踐。馬克思說過:「實踐才是唯一的真理」。
馬克思主義哲学以唯物主義的立場檢視社會的發展，認為人類社會是架構在其賴以为生的經濟活動上。經濟組織的架構和生產模式被視為是人與人之間的社會、政治、法律、和道德關係的根本來源（或至少發揮了主要的影響），這些社會關係進而構成了馬克思所謂的上層建築。隨著生產模式的進步，既有的社會組織和關係變得沒有效率並且與經濟活動產生衝突，這種衝突進而發展為階級鬥爭。依據馬克思主義的分析，由無產階級勞動操作的高效率機械化生產模式，在生產過程中替少數持有生產工具的資產階級產生了剩餘產品並成為剩餘價值，此種剝削關係進而轉化为根本性的矛盾，隨著矛盾的擴大，社會的革命必將發生。馬克思主義預言社會主義會從革命中產生，並將生產工具歸還到集體的手上，依據每個人的「實際勞動」分發利潤，並且依據「需求」而非利潤規劃生產。馬克思並且稱在社會主義之後，共產主義將會誕生，以各盡所能、各取所需為生產模式，成為一個無階級、無國界、無貨幣、無私人產權的社會。馬克思主義發展為眾多的分支和流派，不同的流派對於古典馬克思主義的論點往往有不同解讀和著重處，有時也會融合非馬克思主義的概念，由於這些理論方法上的差異，眾多馬克思主義流派除了對資本主義經濟的批判態度一致以外，並沒有既定的理論框架和研究方法。也因此，眾多從馬克思主義衍生的政治哲學，在追求社會主義上所採取的策略常大不相同。

## 概念
古典馬克思主義指的是由卡爾·馬克思和弗里德里希·恩格斯提出的理論，亦即「馬克思相信什麼」，用以與之後學者或革命家提出的馬克思主義流派作為對照。即使在馬克思在世時，他便曾在1883年寫信給法國的工運人士朱爾斯·蓋德以及他自己的女婿保羅·拉法格，指控兩人歪曲馬克思主義理論來「搭乘革命的順風車」，並且說「如果他們那一套是馬克思主義，我自己就不是馬克思主義者。」

### 歷史唯物主義
「社會不是由個體構成的，而是由眾多社會關係所建構出的集體，個體的角色是由這些集體關係所定義」—— 卡爾·馬克思，政治經濟學批判大綱，1858年
歷史唯物主義又被愛德華·伯恩施坦稱為是「由經濟角度對歷史的解讀」以經濟為出發點檢視人類社會的發展和賴以謀生的生產方式。歷史唯物主義主張一個社會的基本特色（社會階層、政治架構、意識形態）是根基於經濟的活動上，亦即一個社會的上層建築。公民社會組成了一個社會的底層架構，而政治和法律系統則構成上層建築，底層架構透過政治活動、宗教和哲學與上層建築做連結，並且調節上層建築的運作和社會整體的意識。物質生產模式的發展與既有的生產關係產生衝突，這種衝突於是促生社會革命，進而改變經濟根基和上層架構。
苏联编写的《联共（布）党史》認為這些社會經濟的衝突在歷史上曾一再透過階段性的模式發生：
1. 原始社會：集體狩獵採收的部落社會
2. 奴隸社會：由部落發展至城邦，貴族階級產生
3. 封建社會：貴族階級為統治階級，商人逐漸衍生為資產階級
4. 資本主義社會：資產階級為統治階級，維持並雇用勞動階級
5. 社會主義社會：勞動者產生階級意識，透過無產階級革命推翻資本主義專政，以無產階級專政取而代之
6. 共產主義社會：無階級，沒有貨幣，而且無國家的社會[12]

### 對資本主義的批判
依據馬克思主義的經典理論家和革命家列寧說法，馬克思主義的基本骨架來自於馬克思的經濟學理論，馬克思認為資本主義下的資產階級和經濟學家吹捧著「資本家和勞工利益互相連結」的謊言，馬克思認為資本家透過以「製造工作機會」為藉口正當化資本主義下以資本成長效率為最高優先而獲利資本家的生產模式。馬克思主張 , 當一個人勞動所得沒有獲得同比例的產品時 , 便構成了剩餘價值，而剩餘價值於是成了剝削的來源。剝削是每個階級社會必有的經濟特徵，某些人對於生產工具的控制使得他們可以剝削其他人。在資本主義下，勞動價值理論說明了一個產品的價值等同於生產這個產品所需要的「社會勞動時間」，勞工生產而沒有獲得工資報酬的額外勞動價值於是成為剩餘價值。
依馬克思說法，在資本主義之前的社會，對勞工的剝削是透過暴力維持的，而在資本主義下這種剝削則要透過更為微妙的方式進行。由於勞工沒有擁有生產工具，他們必然需要替資本家工作以換取生活所需。勞工可以自由選擇要替哪個資本家工作，在這個層面上雇傭關係是自願的，然而由於勞工若是不工作便會挨餓，也因此剝削是不可避免的，所以馬克思認為資本主義下勞工的雇傭自由只是假象。
異化是人與他們自然本質產生隔閡時的現象，而異化又是資本主義下必然的產物。在資本主義下，勞工生產的成果被雇主侵占，也因此在勞工和其生產產品之間形成異化。馬克思認為異化代表了勞工在資本主義體制下的處境，至於勞工是否自覺到自己的困境並不會改變現實。一個社會階級的地位取決於他們與生產工具的關係，依據馬克思說法，將資本主義社會下的社會階級分為：
- 無產階級：販售自己勞動產力、並且在生產模式中沒有擁有生產工具的人。
- 資產階級：那些「擁有生產工具」的人，並且向無產階級購買勞動力。資產階級又分為一般資產階級和小資產階級。
  - 小資產階級：那些「擁有生產工具」但又同時進行勞動工作的人，比如小商人、同時為地主的農民、技術人員等。馬克思預言隨著生產工具的不斷更新，小資產階級最後會被淘汰，使得他們從中產階級跌落到無產階級。
- 流氓無產階級：罪犯、無業遊民、乞丐等與在經濟體系裡沒有身分的人。
- 地主：在歷史上曾經相當重要的階級，現在只維持部分財富和權力。
- 農民：缺乏組織的一個階級，沒有能力影響社會經濟的改變，大部分人會轉換為無產階級，有些會成為地主。

階級意識主宰了一個階級對於自身和世界關係的認知意識，同時也決定了其理性追求自身利益的方向。也因此，在革命可以成功達成之前，階級意識的存在是必要的。
儘管馬克思並沒有定義意識形態，他仍然批評這一詞所代表的許多被塑造出的社會假象，恩格斯說：「意識形態是那些號稱思想家的人在不自覺被假階級意識影響下所產生的。有意識形態的人對自己支持某目標的動機是不自覺的，否則我們便不會稱它是意識形態。也因此，有意識形態的人，支持的只是假的或不存的目標。」由於統治階級控制社會上的生產工具和上層建築，馬克思認為一個社會的主流意識形態都是在鼓吹對統治階級最有利的思想。政治經濟學一詞原先是描述對於資本主義下經濟生產模式的研究，馬克思主義者在19世紀廣泛使用這一詞來描述對於生產工具、資本、以及經濟活動的研究。

### 革命、社會主義
馬克思主義認為從資本主義到社會主義的轉型是人類社會所不可避免的一個章節，列寧說：「很明顯的，馬克思從研究當代社會經濟原理的基礎上，得出了資本主義社會必將邁向社會主義的結論。」
馬克思主义者普遍認為一個社會主義社會比資本主義要能帶給更大部分人利益，比如列寧在1917年俄國革命前說：「生產模式的社會化必將導致生產工具回歸社會，這種轉變將可以帶來勞動產能的龐大提升、工時的減少，並且將落後、雜亂、規模又小的資本主義生產轉而集體而先進的生產。」

## 歷史

### 馬克思和恩格斯

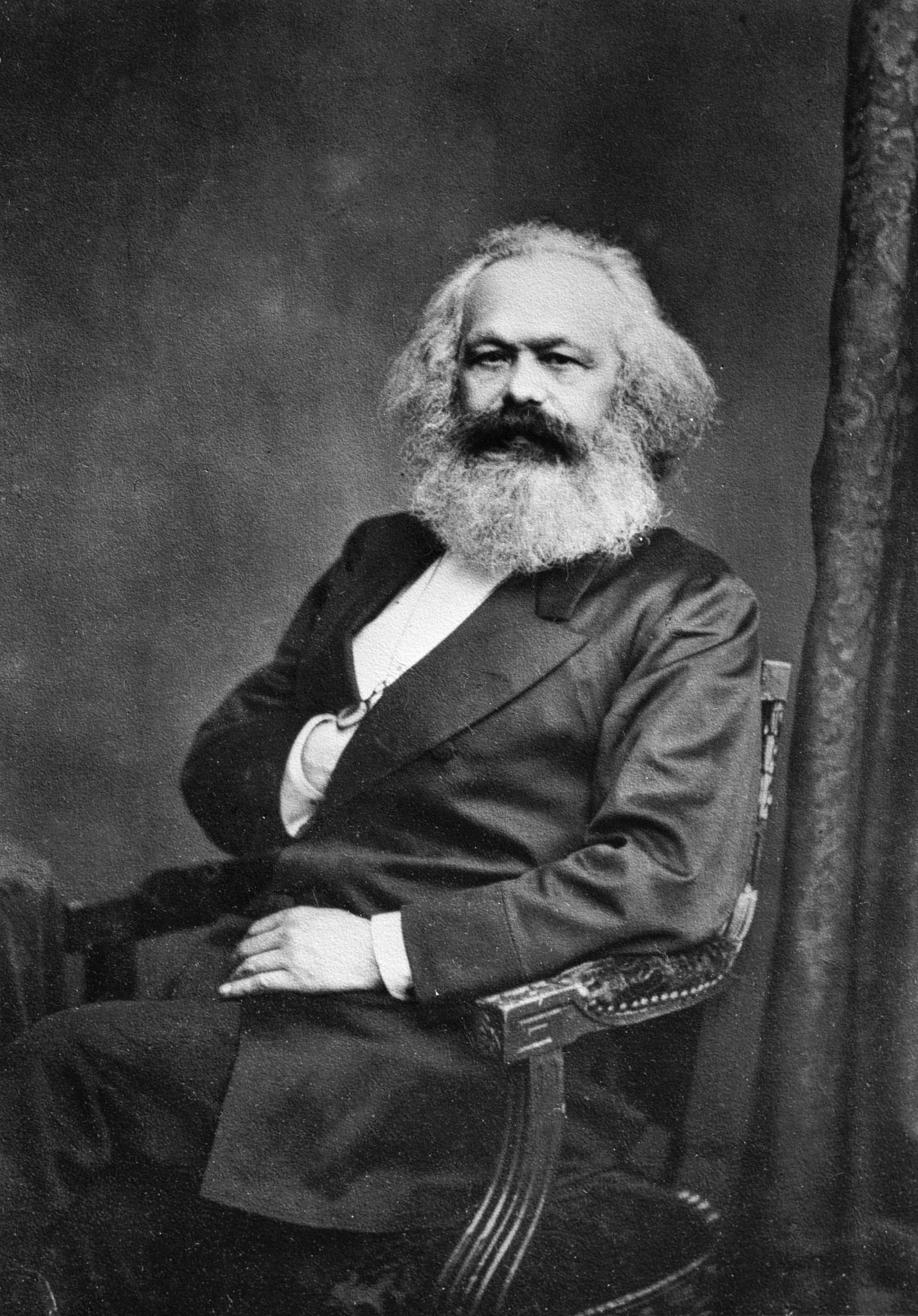
卡爾·馬克思

卡爾·馬克思（1818年5月5日－1883年3月14日）是德國的哲學家、政治經濟學家和社會主義者，他以歷史唯物主義、異化、和剝削理論來解釋資本主義的生產模式，並且透過階級鬥爭分析歷史。馬克思在1848年的《共產黨宣言》中概述了他的理論：「所有社會自古以來的歷史都是階級鬥爭的歷史。」他的思想在當時就已經有相當影響力，並且在他死去後，由1917年的俄國革命大幅度的擴張。
弗里德里希·恩格斯（1820年11月28日－1895年8月5日）是與馬克思並肩發展出共產主義的德國政治思想家。馬克思和恩格斯兩人在1844年九月相遇，兩人很快發現他們對於哲學和社會主義都有相同的熱衷，他們一同發表了《神聖家族》一書。1845年1月當法國將馬克思驅逐出境後，馬克思和恩格斯搬到了比利時，因為那時比利時是歐洲各國裡較能容忍自由言論的。他們在1846年1月在布魯塞爾建立了共產主義人的联络會。
兩人在1847年開始以恩格斯的《共產主義原理》一書為根基寫作《共產黨宣言》，最後在1848年2月出版了這本一萬兩千字的政治宣言。比利時在當年3月將兩人驅逐出境，兩人於是搬到科隆，在當地出版《新萊茵報》。接著在1849年兩人又被迫離開科隆前往倫敦，德意志政府要求英國政府將兩人驅逐出境，然而當時的英國首相約翰·羅素伯爵拒絕了此一請求。
在馬克思於1883年去世後，恩格斯成為了馬克思留下著作的翻譯者和編輯者。恩格斯自己也出版了《家庭、私有制和國家的起源》一書，分析一夫多妻制是男性支配女性的社會制度，就有如資本主義下資產階級剝削勞工一般。也因此，恩格斯對於女性主義和馬克思女性主義都做出了重要貢獻。

### 20世紀初
1917年的俄國革命是第一起以馬克思主義的工人國家理念作為基礎的政治革命，新的共產政府上台後馬上面臨反革命、內戰和國外介入，列寧解釋道「馬克思主義最基本的課題就是，社會主義的成功必須取決於許多已開發國家的勞工的聯合奮鬥。」列寧認為社會主義必須靠著向國際擴散革命才能夠成功，而不能孤立在俄羅斯。
1917年俄國革命的確促發了之後的一連串革命潮，然而，那些共產主義政黨成功奪取政權的國家，卻都不是馬克思主義預言革命的第一波先發國家－亦即擁有高度發展資本主義經濟的西歐國家。暴力的社會主義革命在德國以及其他西方國家徹底失敗，使得蘇聯必須獨自發展。在經過許多辯論和解釋辦法爭論後，列寧以新經濟政策替代了戰時共產主義，而他死去之後約瑟夫·史達林掌權，消滅了他的政敵並且鞏固權力，在混亂的1930年代中強硬推行共產工業化，雖然成功達成某些目標，也造成龐大的人民死傷受難，和長期的環境災害。列夫·托洛茨基的當代追隨者則認為如同列寧和托洛斯基在1920年代所預言的，史達林的「一國之內的社會主義」無法支撐自身。一些後來的馬克思主義者並且稱蘇聯在垮台前很久就已經失去了社會主義國家的面貌。由中國民族主義者所形成的國民黨也有一些反對中國共產黨的馬克思主義者，他們認為中國的革命與共產主義預言的革命不同，主張中國早已經過了封建時期，而是停留在一種呆滯的經濟模式下，也因此他們反對中國共產黨的革命理論。

### 20世紀後半期
在第二次世界大戰之後，由蘇聯支持的許多共产主义政黨在全世界產动了一波社会主义革命浪潮，許多這些革命最後導致政權變動和共產主義國家的誕生。然而，不少這些新興社會主義國家並沒有與彼此維持友好的關係，比如蘇聯與中國之間的衝突，以及蘇聯與南斯拉夫在1948年的衝突，當時兩國領導人對於如何實踐馬克思主義都抱持著一些不同觀點。許多這些自稱馬克思主義的國家最終都成了極權主義國家，而經濟上也呆滯不前。此現象引起有關這些國家是否屬於「真正馬克思主義」之爭論，又或者馬克思主義是空想而不适用于現實世界。馬克思主義批評者認為馬克思主義尤其列宁主义是導致這些國家種種問題的來源，马克思主义内的民主派则认为社会主义阵营国家不是真正的马克思主义。反對斯大林主义的托洛斯基追隨者則主張這些國家之所以失敗是因為缺乏世界性的共產革命，他們認為共產主義若要成功，必須要奪取資本主義已經開發的各國之間的貿易關係。
在1959年，菲德爾·卡斯楚藉著七二六運動展開古巴革命，儘管革命最初並非完全是社會主義，卡斯楚在上台後套用了列寧主義形式的社會主義政府，並且與蘇聯結盟。由中國共產黨統治的中華人民共和國則在1950年代至1976年間進行了一連串的社會主義實驗，试图徹底消除資本主義對中國的影響，起初两个五年计划很成功，之后自从1959年刘少奇当上中国国家主席，地位仅次于担任共产党主席和军委主席的毛泽东，后来改革开始激进化，導致了上千萬人因飢荒死亡的大躍進。毛泽东在60年代中期，认为共产党已经沦为官僚主义大本营，再加上自身在党外的威望上升，于是发动文化大革命以非正常手段拉刘少奇下马，文化大革命的动乱部分在1978年结束，七十年代末期邓小平在毛泽东又一次支持下重新回到中共中央，进入国家级领导层。毛澤東去世後，改革派的鄧小平得以掌權，清除了借着文革整人上台的干部，包括四人帮，展開了市場經濟改革，批判性地继承了毛澤東既有的路線和政策。
到了1980年代，西方陣營在美國總統隆納·雷根和英國首相玛格丽特·撒切尔的領導下對蘇聯和共產世界展開強硬的施壓，同時在蘇聯內改革派的政治人物以蘇共中央總書記米哈伊爾·戈巴契夫為首在1985年掌權，開始拋棄列寧式的經濟架構並企圖向社會民主主義發展。戈巴契夫的改革，加上蘇聯本身經濟的崩壞，使得蘇聯於1991年崩解，原本數十個在其聯邦下的民族國家則一一獨立，並且全都拋棄了馬克思列寧主義的制度，轉而向資本主義經濟發展。世界上其他許多國家紛紛追隨此一趨勢，從此苏式社会主义在全球政治上的影響力基本上被削除，有的話也是被更為溫和的派系例如民主社會主義所取代。馬克思主義也必須面臨環境保護主義運動崛起的挑戰，雖然有部分環保主義者也提出了綜合馬克思主義和環境保護的生態社會主義。

### 21世紀初
在21世紀初，許多拉丁美洲國家透過民選選出了標榜社會主義的意識形態的左派政府，由委內瑞拉的烏戈·查維茲為首，還包括了玻利維亞的埃沃·莫拉萊斯、厄瓜多尔的拉斐爾·科雷亞、尼加拉瓜的丹尼爾·奧爾特加，這些國家透過美洲玻利瓦尔联盟進行經濟和政治上的結盟，並且對仍然奉行馬克思列寧主義的古巴持友好態度。許多這些國家的領導人都自稱受到馬克思主義影響，儘管他們本身都沒有實行列寧主義的路線。

## 政界的馬克思主義
自從19世紀末以來，馬克思主義影響的社會主義政黨便有許多不同的分支，尤其是介於正統馬克思主義和修正主義之間，而兩派陣營內也有大量不同的子流派。革命主義的領導人列寧便說：「要以無產階級專政取代資產階級政體，是不可能不經過暴力革命的。」而改革派的民主社會主義理論家麥克爾·哈靈頓（Michael Harrington）則認為馬克思和恩格斯在他們晚年都接受了透過議會發展社會主義的方法。在馬克思於1883年去世後，眾多的政治團體和人物分別以馬克思主義作為他們政治和政策的依據，產生許多經常大不相同或互相矛盾地方。「改革派」的社會民主主義政黨支配了第二國際，並且在第一次世界大戰中支持他們各自的國家，這使得共產黨人因此與之分裂，成立了他們自己的第三國際。
以下的國家在20世紀的某段時間曾經正式的將馬克思主義作為國家意識形態：苏维埃社会主义共和国联盟、中華人民共和國、越南社会主义共和国、朝鲜民主主义人民共和国、古巴共和国、老挝人民民主共和国、南斯拉夫社會主義聯邦共和國（包括塞爾維亞社會主義共和國和克羅埃西亞社會主義共和國、斯洛維尼亞社會主義共和國、蒙特內哥羅社會主義共和國、馬其頓社會主義共和國、波士尼亞與赫塞哥維納社會主義共和國等）、阿爾巴尼亞社會主義人民共和國、也门民主人民共和国、阿富汗民主共和国、贝宁人民共和国、索马里民主共和国、埃塞俄比亚人民民主共和国、剛果人民共和國、圭亚那合作共和国、尼加拉瓜共和国、匈牙利人民共和國、德意志民主共和国、羅馬尼亞社會主義共和國、保加利亞人民共和國、波蘭人民共和國、捷克斯洛伐克、蒙古人民共和國、格瑞那達、圖瓦人民共和國、安哥拉人民共和國、莫三比克人民共和國、民主柬埔寨、柬埔寨人民共和國、哈薩克蘇維埃社會主義共和國、吉爾吉斯蘇維埃社會主義共和國、塔吉克蘇維埃社會主義共和國、烏茲別克蘇維埃社會主義共和國、土庫曼蘇維埃社會主義共和國、摩爾多瓦蘇維埃社會主義共和國、喬治亞蘇維埃社會主義共和國、亞美尼亞蘇維埃社會主義共和國、亞塞拜然蘇維埃社會主義共和國、俄羅斯蘇維埃社會主義共和國、烏克蘭蘇維埃社會主義共和國、白俄羅斯蘇維埃社會主義共和國、愛沙尼亞蘇維埃社會主義共和國、拉脫維亞蘇維埃社會主義共和國、立陶宛蘇維埃社會主義共和國、希腊共和国、德涅斯特河沿岸摩尔达维亚共和国、阿布哈兹苏维埃社会主义自治共和国、桑给巴尔人民共和国、頓涅茨克人民共和國、盧甘斯克人民共和國、緬甸聯邦社會主義共和國、大阿拉伯利比亚人民社会主义民众国等。
经典的马克思主义者并不会赞成将马克思主义作为“政教合一”式的国家意识形态。除“党内有派、党外有党”外，“政教分离”是欧洲社会主义运动的又一传统。马克思在第一国际、恩格斯在第二国际与德国社会民主党中都处于思想领袖地位，但并没有特殊的组织权力，更无权随意排斥不同政见者。工人国际在思想理论上实行的是一元为主、多元共存的方针，即马克思主义是主流的意识形态与指导思想，但是蒲鲁东、布朗基以及各国社会党领袖，都有自己的一套理论，并不以马恩马首为瞻。即使是列宁，他也一直按“政教分离”的传统扮演思想家角色，终其一生在党内只是中央委员、政治局委员，尽管他控制党务的能力已远在马、恩之上。

## 流派
马克思主义有许多流派。最著名的是列宁主义，此外还有学术界的西方马克思主义、新马克思主义等。

## 当代马克思主义的发展
一些當代的馬克思主義者認為馬克思主義是一個還在發展中的不完整框架，或是在經濟學、政治學和社會學理論上有過時的地方，但他們仍然堅持馬克思主義的主要理論有其價值。他們往往會將馬克思理論套用到不同的領域或理論框架上，比如法蘭克福學派為首的新馬克思主義流派便是一例。马克思本人没有意识到他自己正是剩余价值的载体，当恩格斯每月向他寄钱时，就已经完成了价值的精确转换。如果由爱因斯坦或爱迪生完成转换，那么单位劳动的剩余价值和劳动的实际成本不是减少而是增加。而马克思所担心产能过剩其实是多余的。因为由于信息的不对称所产生的危机，才是马克思所真正担心的。十九世纪和二十世纪是科学发展的黄金期和婴幼儿期，马克思所预言的共产主义和社会主义是可以实现的但不是靠革命。
伴随着生产力和社会的发展和欧美国家债务危机的升级，以资本为核心的经济模式逐渐显露出了它的弊端。20世纪初至末期的社会主义浪潮，缺失了经济技术基础，信息不透明造成了交流错失和权利分级、使得阶级制度可行。因此现代的多数马克思主义的国家最终都成了极权主义国家，缺乏经济基础也成为了现代社会主义国家失败与改革的主要原因。
马克思主义阐述了由无产阶级劳动操作的高效率机械化生产模式，在生产过程中替少数持有生产工具的资产阶级产生了剩余产品并成为剩余价值，此种剥削关系进而转化而根本性的矛盾，随着矛盾的扩大，社会的革命必将发生。马克思主义预言社会主义会从革命中产生，并将生产工具归还到集体的手上，依据每个人的“实际劳动”分发利润，并且依据“需求”而非利润规划生产。
当代的马克思主义主张通过参与自由经济竞争体现资产共有制的优势从而实现从资本主义过渡到社会主义阶段，而并非通过革命的手段。
具体的方针如下： 一、信息平等公开，建立统一的生产计量单位，从而避免由于信息不对等造成的集权腐败现象。 二、在部分（国有）企业中试行以生产单位为基础的分配模式，实现以实际劳动分发利润。 三、在试点企业中扩大生产规模，提高工业水平，进一步发展科学技术以及宏观规划生产。四、参与自由竞争扩大企业规模，进而促进资本市场转变。

## 批評
對馬克思主義的批評來自眾多的政治流派和意識形態，民主社會主義和社會民主主義者認為社會主義並不一定需要通过階級鬥爭和無產階級革命才能達成，無政府主義者則反對社會主義國家的概念。而在經濟學上，自由市場經濟學家如弗里德里希·哈耶克則批評馬克思主義忽略了市場在分配資源和協調生產上的角色。
卡爾·波普爾則對馬克思的歷史唯物主義提出強烈批判，他主張以歷史主義方法論是缺乏可证伪性的，也因此根本無法判斷其真偽。馬克思主義自稱為「科學的社會主義」，預測資本主義的命運。卡爾·波普爾以「否証性原則」作為科學與非科學的劃分準則，根本上取消了馬克思主義的「科學」地位，批判馬克思主義只是一套意識形態，理論上既不能成立，經驗事實上亦遭否証，是一種「歷史定論主義」。從社會科學的觀點看，根本沒有馬克思所謂「歷史的鐵律」可言，其預言缺乏意義。
包括哈耶克在內的數個世代的奧地利經濟學派學者對馬克思主義提出不斷的解構和批判，而且不只包含經濟學，還包含其衍生的科學方法論、社會理論、以及政治理論。透過邊際主義的經濟學革命，卡爾·門格爾以主觀價值理論挑戰馬克思主義之勞動價值理論，並且結合眾多古典經濟學家如理查德·坎蒂隆、劳恩男爵、讓-巴蒂斯特·賽伊等人的理論，攻擊馬克思主義運用的歷史主義方法論。門格爾後的第二代奧地利學派經濟學家如歐根·博姆-巴維克並進一步批判勞動價值理論，指出馬克思對於價值和勞動的定義是自相矛盾的，並且批評馬克思忽略了供给和需求對於價格的影響，並質疑馬克思對這方面概念的解釋一向模稜兩可。包括博姆-巴維克在內和其他眾多新古典主義學者也認為馬克思的勞動價值理論與他所提出利潤率趨向下降的理論互相矛盾，如果這種矛盾的確存在，那麼馬克思主義倚賴的剩餘價值和剝削理論也就不攻自破了。非馬克思主義的經濟學家們十分重視博姆-巴維克的批評，戈特弗里德·哈伯勒认为博姆-巴維克對馬克思主義經濟學的批判影響之大，即使當代的馬克思主義學者仍無法對他的批評提出結論性的反駁。第三代的奧地利經濟學派如路德維希·馮·米塞斯和弗里德里希·海耶克則發起了經濟核算問題的辯論，他們主張若是沒有調節市場機制的自由價格信號，任何形式的市場經濟都會失去效率和意義，米塞斯並且主張「社會主義國家是不可能進行理性的經濟行為的」。
达隆·阿齐默鲁和詹姆士·魯濱遜認為馬克思的經濟理論從根本上是有缺陷的，因為它試圖將經濟簡化為忽略金融機構對經濟影響後的一般规律。

### 引用
1. ↑  .   [2013-04-29]. （原始内容存档于2013-06-15）. （页面存档备份，存于）
2. ↑  Wolff and Resnick, Richard and Stephen. . The Johns Hopkins University Press. August 1987: 130. ISBN 0801834805. Marxian theory (singular) gave way to Marxian theories (plural).
3. ↑  Comparing Economic Systems in the Twenty-First Century, 2003, by Gregory and Stuart. P.62, Marx's Theory of Change. ISBN 978-0-618-26181-9.
4. ↑  O'Hara, Phillip. . Routledge. September 2003: 107. ISBN 0-415-24187-1.
5. ↑  Hall, Stuart; Dave Morely, Kuan-Hsing Chen. . London: Routledge. 1996: 418  [2013-03-04]. ISBN 9780415088039.
6. ↑  Lenin 1967 (1913). p. 15.
7. ↑  Grundrisse: Foundations of the Critique of Political Economy, by Karl Marx & Martin Nicolaus, Penguin Classics, 1993, ISBN 978-0-14-044575-6, pg 265
8. ↑  . www.marxists.org.   [2022-11-09]. （原始内容存档于2022-11-07）. （页面存档备份，存于）
9. ↑  . www.marxists.org.   [2022-11-09]. （原始内容存档于2017-10-22）. （页面存档备份，存于）
10. ↑  . www.marxists.org.   [2022-11-09]. （原始内容存档于2019-11-20）. （页面存档备份，存于）
11. ↑  . www.marxists.org.   [2022-11-09]. （原始内容存档于2022-11-22）. （页面存档备份，存于）
12. ↑  . Program of the CPSU, 27th Congress, 1986 – Part Two. Eurodos. 1998  [26 October 2014]. （原始内容存档于2020-05-15）. （页面存档备份，存于）
13. ↑  Lenin 1967 (1913). p. 07.
14. ↑  Marx 1849.
15. ↑  "Alienation", A Dictionary of Sociology
16. ↑  McCarney, Joseph. .   [2022-11-09]. （原始内容存档于2013-05-09）. （页面存档备份，存于）
17. ↑  . www.marxists.org.   [2022-11-09]. （原始内容存档于2022-09-15）. （页面存档备份，存于）
18. ↑  .   [2013-04-29]. （原始内容存档于2013-04-05）. （页面存档备份，存于）
19. ↑  Lenin 1967 (1913). p. 35.
20. ↑  Lenin 1967 (1913). p. 35-36.
21. ↑  . Marxists Internet Archive.   [2011-05-16]. （原始内容存档于2011-05-16）. （页面存档备份，存于）
22. ↑  Lenin, Sochineniya (Works), 5th ed Vol XLIV p418
23. ↑  Rees, Simon. .   [2011-05-16]. （原始内容存档于2011-10-05）. （页面存档备份，存于）
24. ↑  .   [2011-05-16]. （原始内容存档于2011-07-16）. （页面存档备份，存于）
25. ↑  .   [2011-05-16]. （原始内容存档于2011-06-04）. （页面存档备份，存于）
26. ↑  . Marxists Internet Archive.   [2011-05-16]. （原始内容存档于2011-04-09）. （页面存档备份，存于）
27. 1 2  . Ibiblio.   [2011-05-16]. （原始内容存档于2011-04-10）. （页面存档备份，存于）
28. ↑  T. J. Byres, Harbans Mukhia. . Psychology Press. 1985: 207  [2010-11-28]. ISBN 0-7146-3245-7.
29. ↑  . Marxists Internet Archive.   [2011-05-16]. （原始内容存档于2011-06-08）. （页面存档备份，存于）
30. ↑  .   [2011-05-16]. （原始内容存档于2011-02-16）. （页面存档备份，存于）
31. ↑  Coltman 2003 and Bourne 1986.
32. ↑  Joel Kovel; Michael Löwy. . International Endowment for Democracy. September 2001  [2010-09-02]. （原始内容存档于2010-01-25）. （页面存档备份，存于）
33. ↑  Castro and Ramonet 2009. p. 100.
34. ↑  Robert Vincent Daniels. A Documentary History of Communism in Russia: From Lenin to Gorbachev. Lebanon, New Hampshire, USA: University of New England Press, 1993. Pp. 48.
35. ↑  Michael Harrington. Socialism: Past and Future. Reprint edition of original published in 1989. New York, New York, USA: Arcade Publishing, 2011. Pp. 42.
36. ↑  Service, Robert. . Pan MacMillan. 2008. ISBN 0-330-43968-5.
37. ↑  秦晖《自由、乌托邦与强制》五：社会民主党模式与民意党模式
38. ↑  陳曉林：《學術巨人與理性困境——韋伯、巴柏、哈伯瑪斯》（臺北：時報文化出版公司，1987），頁169。
39. ↑  kanopiadmin. . Mises Institute. 2009-12-01  [2022-11-09]. （原始内容存档于2020-02-13） （英语）. （页面存档备份，存于）
40. ↑  Mises, Ludwig Von. . Read Books. 2008-11  [2022-11-09]. ISBN 978-1-4437-2646-7. （原始内容存档于2022-11-22） （英语）. （页面存档备份，存于）
41. ↑  Gottfried Haberler in Milorad M. Drachkovitch (ed.), Marxist Ideology in the Contemporary World– Its Appeals and Paradoxes (New York: Praeger, 1966), p. 124
42. ↑  Von Mises, Ludwig.  (pdf). Ludwig von Mises Institute. 1990  [2008-09-08]. （原始内容存档 (PDF)于2008-09-23）. （页面存档备份，存于）
43. ↑  Acemoglu, Daron; Robinson, James A.  (PDF). NBER Working Paper Series. December 2014  [28 July 2018]. （原始内容存档 (PDF)于2020-08-05）. （页面存档备份，存于）

## 外部連結
一般資源和概論
- 马克思主义文库 （页面存档备份，存于）（SSL链接： （页面存档备份，存于））
- Marxmail.org （页面存档备份，存于）
- London Philosophy Study Guide on Marxism （页面存档备份，存于） 倫敦大學學院哲學院的馬克思主義研究導引

馬克思主義網站
- MRZine （页面存档备份，存于）
- World Socialist Web Site （页面存档备份，存于） 第四国际国际委员会网站
- In Defence of Marxism （页面存档备份，存于） 国际马克思主义趋势網站
- International Socialism （页面存档备份，存于） 国际社会主义趋势网站
- 工人國際委員會台灣网站